# Reinholds
Reinholds es un lugar designado por el censo ubicado en el condado de Lancaster en el estado estadounidense de Pensilvania. En el Censo de 2010 tenía una población de 1803 habitantes y una densidad poblacional de 752,59 personas por km².

## Geografía
Reinholds se encuentra ubicado en las coordenadas 40°16′11″N 76°7′20″O / 40.26972, -76.12222. Según la Oficina del Censo de los Estados Unidos, Reinholds tiene una superficie total de 2.4 km², de la cual 2.39 km² corresponden a tierra firme y (0.43%) 0.01 km² es agua.

## Demografía
Según el censo de 2010, había 1803 personas residiendo en Reinholds. La densidad de población era de 752,59 hab./km². De los 1803 habitantes, Reinholds estaba compuesto por el 94.62% blancos, el 1.28% eran afroamericanos, el 0.17% eran amerindios, el 0.94% eran asiáticos, el 0% eran isleños del Pacífico, el 1.05% eran de otras razas y el 1.94% pertenecían a dos o más razas. Del total de la población el 2.27% eran hispanos o latinos de cualquier raza.